# Isla La Salina

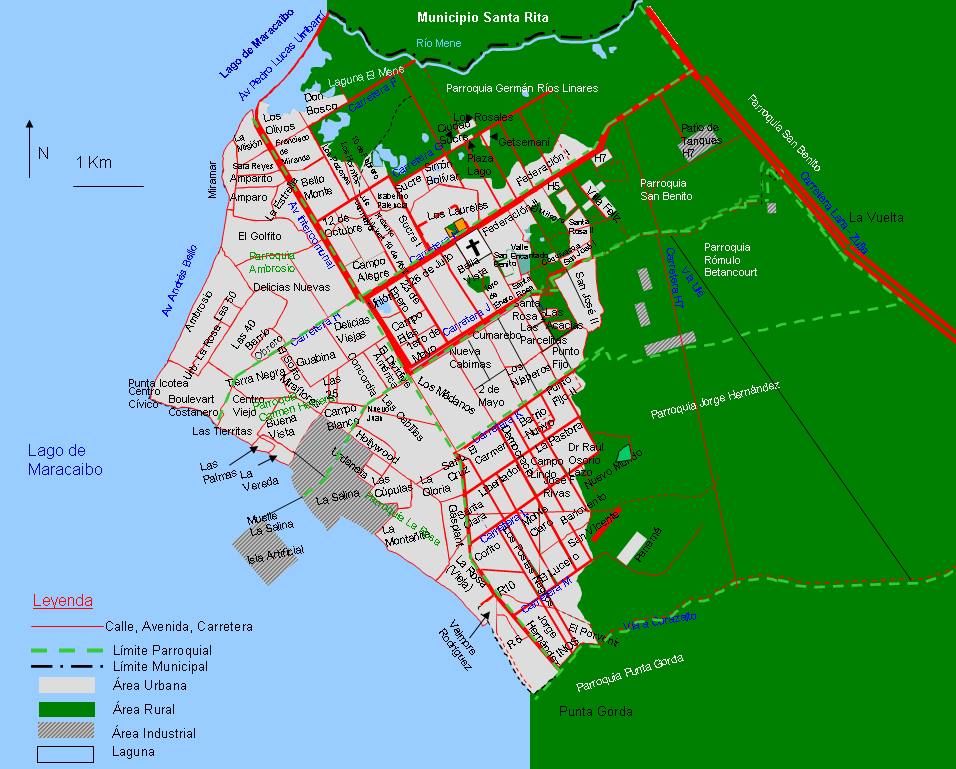
Mapa de la ciudad de Cabimas que muestra la Isla Artificial.

La Isla La Salina es el nombre que recibe una isla construida de forma artificial ubicada en el litoral del Lago de Maracaibo en la región llamada Costa oriental del Lago frente a la ciudad de Cabimas y en el Municipio del mismo nombre parte del Estado Zulia al occidente del país suramericano de Venezuela.
Construida bajo encargo de la empresa Petroleos de Venezuela (PDVSA) fue establecida para albergar depósitos y tanques de hidrocarburos, posee sus propios muelles. En 2014 un accidente en sus instalaciones produjo un incendio que fue rápidamente controlado.
Posee una superficie aproximada de 50,7 hectáreas o lo que es lo mismo 0,50 kilómetros cuadrados de superficie con una forma más o menos rectangular.